# Браунвілл (селище, Нью-Йорк)
Браунвілл (англ. Brownville) — селище (англ. village) в США, в окрузі Джефферсон штату Нью-Йорк. Населення — 930 осіб (2020).

## Географія
Браунвілл розташований за координатами 44°0′19″ пн. ш. 75°58′59″ зх. д. / 44.00528° пн. ш. 75.98306° зх. д. (44.005307, -75.983070).  За даними Бюро перепису населення США в 2010 році селище мало площу 1,75 км², з яких 1,74 км² — суходіл та 0,01 км² — водойми. В 2017 році площа становила 1,65 км², з яких 1,62 км² — суходіл та 0,03 км² — водойми.

## Демографія
Згідно з переписом 2010 року, у селищі мешкало 1119 осіб у 436 домогосподарствах у складі 298 родин. Густота населення становила 638 осіб/км².  Було 462 помешкання (264/км²).
Расовий склад населення:
| - 97,6 % — білих - 0,7 % — азіатів - 0,4 % — чорних або афроамериканців - 0,3 % — корінних американців |

До двох чи більше рас належало 1,1 %. Частка іспаномовних становила 1,3 % від усіх жителів.
За віковим діапазоном населення розподілялося таким чином: 26,9 % — особи молодші 18 років, 58,9 % — особи у віці 18—64 років, 14,2 % — особи у віці 65 років та старші. Медіана віку мешканця становила 36,9 року. На 100 осіб жіночої статі у селищі припадало 89,3 чоловіків;  на 100 жінок у віці від 18 років та старших — 88,9 чоловіків також старших 18 років.
Середній дохід на одне домашнє господарство  становив 59 893 долари США (медіана — 52 614), а середній дохід на одну сім'ю — 74 441 долар (медіана — 64 000). Медіана доходів становила 37 500 доларів для чоловіків та 41 548 доларів для жінок. За межею бідності перебувало 9,0 % осіб, у тому числі 7,3 % дітей у віці до 18 років та 11,8 % осіб у віці 65 років та старших.
Цивільне працевлаштоване населення становило 434 особи. Основні галузі зайнятості: освіта, охорона здоров'я та соціальна допомога — 23,3 %, роздрібна торгівля — 20,3 %, публічна адміністрація — 18,2 %.